# Hougoumont

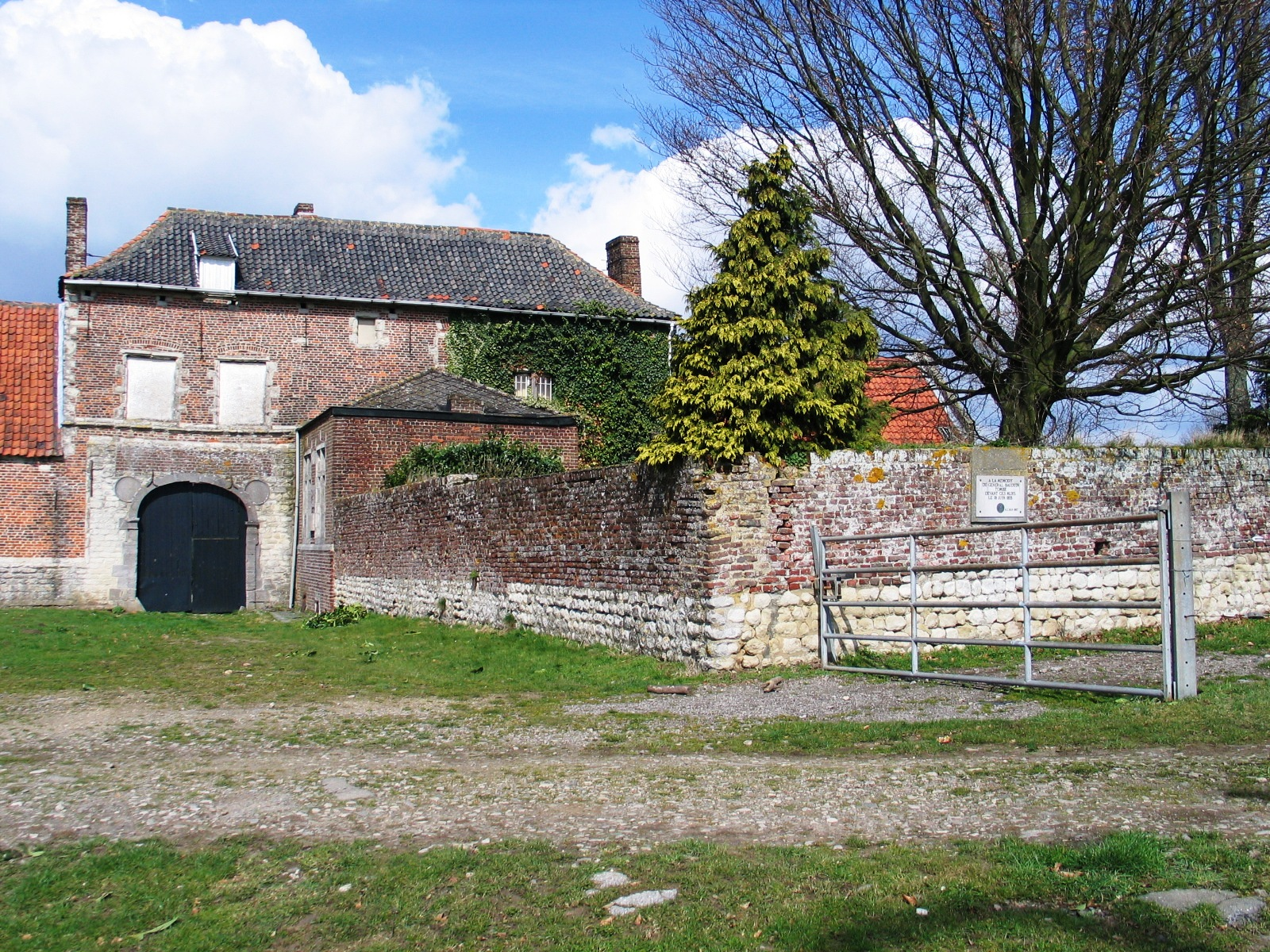
A entrada para o forte de Hougoumont

Château d'Hougoumont (originalmente Goumont) é uma grande fazenda situada no fundo de uma escarpa perto da estrada Nivelles em Braine-l'Alleud, perto de Waterloo, na Bélgica. A escarpa é o lugar onde as forças aliadas britânicas e outros enfrentaram o exército de Napoleão na batalha de Waterloo em 18 de junho de 1815.
O nome "Hougoumont" é derivado do francês "Gomme Mont", que significa literalmente "monte da borracha", já que a casa da fazenda fortificada foi construída sobre uma pequena colina rodeada por pinheiros, a partir do qual a resina foram recolhidas, a fim de produzir a borracha.
Hougoumont permaneceu uma fazenda ativa até o final do século XX. Em 2003 foi feito um acordo entre Conde Guibert d'Oultremont, proprietário da fazenda, e a Autoridade Regional, após o que Hougoumont passou a ser propriedade do Intercommunale (1815). Até junho de 2006, a fazenda parecia estar em um estado degradado. As paredes, que eram no passado branco imaculado, tornaram-se um amarelo sujo. Várias paredes estão rachadas e as peças são claramente danificadas, principalmente o lado direito do batente da porta lateral norte.
O Projeto Hougoumont, apoiado por, entre outros, o atual duque de Wellington, o escritor Bernard Cornwell e historiador Richard Holmes, foi criada para supervisionar o financiamento para restaurar e preservar Hougoumont para o futuro a longo prazo.